# Желязна-Стара
Желязна-Стара (пол. Żelazna Stara) — село в Польщі, у гміні Маґнушев Козеницького повіту Мазовецького воєводства.
Населення — 72 особи (2011).
У 1975-1998 роках село належало до Радомського воєводства.

## Демографія
Демографічна структура станом на 31 березня 2011 року:
|          | Загалом | Допрацездатний вік | Працездатний вік | Постпрацездатний вік |
| -------- | ------- | ------------------ | ---------------- | -------------------- |
| Чоловіки | 37      | 10                 | 22               | 5                    |
| Жінки    | 35      | 5                  | 19               | 11                   |
| Разом    | 72      | 15                 | 41               | 16                   |